# Ixtenco otomi
Ixtenco otomi är ett oto-mangueanskt språk som talas i delstaten Tlaxcala, Mexiko. Enligt Mexikos folkräkning 2010 talades språket av 190 människor. Språket anses vara hotat.
Ixtenco har ingen skriftlig standard.